# Segmentation (informatique)
Pour les articles homonymes, voir Segmentation.
En informatique, la segmentation est une technique de découpage de la mémoire. Elle est gérée par l'unité de segmentation de l'unité de gestion mémoire (dite MMU, Memory Management Unit), utilisée sur les systèmes d'exploitation modernes, qui divise la mémoire physique (dans le cas de la segmentation pure) ou la mémoire virtuelle (dans le cas de la segmentation avec pagination) en segments caractérisés par leur adresse de début et leur taille (décalage).
La segmentation permet la séparation des données et du programme (entre autres segments) dans des espaces logiquement indépendants facilitant alors la programmation, l'édition de liens et le partage interprocessus.
La segmentation permet également d'offrir une plus grande protection grâce au niveau de privilège de chaque segment (voir Descripteur de segment).

## Fonctionnement
Lorsque l’unité de gestion mémoire (MMU pour Memory Management Unit) doit traduire une adresse logique en adresse linéaire, l'unité de segmentation doit dans un premier temps utiliser la première partie de l'adresse, c’est-à-dire le sélecteur de segment, pour retrouver les caractéristiques du segment (base, limit, DPL, etc.) dans la table de descripteurs (GDT ou LDT). Puis il utilise la valeur de décalage (sur 32 bit) qui référence l'adresse à l'intérieur du segment.
Il existe sur la majorité des processeurs actuels, des registres de segments (CS, DS, SS, etc.) qui contiennent le sélecteur de segment dernièrement utilisé par le processeur et qui sont utilisés pour accélérer l'accès à ces sélecteurs.
Sur les processeurs récents, il existe également des registres associés à chaque registre de segment et qui contiennent le descripteur de segment associé pour un accès plus rapide aux descripteurs.

Segmentation : l'adresse virtuelle issue du processeur a la forme (segment, déplacement). Elle est traduite en adresse physique par le biais d'une table de segments. Un test est effectué pour vérifier que l'adresse est bien dans l'intervalle du segment.

## Segment mémoire
Un segment mémoire est un espace d'adressage indépendant défini par deux valeurs :
- L'adresse où il commence (aussi appelée base, ou adresse de base)
- Sa taille ou son décalage (aussi appelée limite ou offset)

Un segment constitue donc dans la mémoire principale une plage d'adresse continue.
Une adresse logique d'une donnée désirée est donc exprimée sous la forme (segment, décalage), le segment étant référencé par le sélecteur de segment (16 bits) et le décalage (offset) exprimé dans un champ de 32 bits.
Les segments se chevauchent donc tous les 16 octets. On peut donc adresser la même zone mémoire avec plusieurs couples segment/offset.
Par exemple :
| Segment | : | Offset  |
| 00FFACh | : | 000008h |
| 00FFA0h | : | 0000C8h |
| 00FF00h | : | 000AC8h |
| 00F000h | : | 00FAC8h |
| 000000h | : | 0FFAC8h |

On remarquera que pour passer d'un adressage par segment à un adressage par offset on multiplie simplement par 10h.

### Types de segment
Il existe différents types de segment :
- Les segments de données statiques
- Les segments de données globales
- Les segments de code
- Les segments d'état de tâche

## Sélecteur de segment
Un sélecteur de segment est l'identifiant d'un segment par son descripteur dans une table de descripteurs (GDT ou LDT). En effet un sélecteur de segment est utilisé par le processeur pour retrouver l'adresse du descripteur de ce même segment.
Le sélecteur de segment est également, avec le décalage, une partie (de 16 bits) d'une adresse logique.

### Format
Un selecteur de segment est constitué de 3 champs :
- Un Index qui contient l'adresse du descripteur dans la table
- Un champ TI (Table indicator) qui précise de  quelle table il s'agit (GDT ou LDT)
- Un champ RPL (Request Privilege Level)

### Utilisation
Lors de la traduction d'une adresse logique en une adresse linéaire par l'unité de segmentation de la MMU, celle-ci utilise le sélecteur de segment (contenue dans l'adresse logique) pour se référer à la table (la plupart du temps la GDT) qui contient le descripteur du segment et grâce auquel elle va pouvoir traduire l'adresse.
Actuellement il existe des registres de 32 bits associés à chaque registre de segment dans lesquels sont chargés le descripteur du segment pour que la MMU ne soit pas dans l'obligation de se référer à chaque fois à la table de descripteur.

## Descripteur de segment
Un descripteur de segment est une structure à 8 octets contenant les caractéristiques d'un segment.
Les segments les plus utilisés voient leur descripteur référencé dans la GDT (Global Descriptor Table), les autres peuvent se situer dans une LDT (Local Descriptor Table).
Un descripteur de segment est utilisé conjointement à un sélecteur de segment pour permettre la traduction des adresses logiques en adresses linéaires.

### Champs
Un descripteur contient les champs suivants :
- une valeur Base contenant l'adresse linéaire du premier octet du segment ;
- une valeur Limit contenant le décalage du dernier octet du segment ;
- un flag G définissant l'unité de l'adresse (en octet ou en multiple 4096 octets) ;
- un flag S définissant ou non un segment système ;
- un champ Type indiquant le type de segment (données, code, etc.) ;
- un champ DPL représentant le niveau de privilège minimal pour accéder au segment ;
- un flag P permettant de savoir si le segment est présent ou non dans la mémoire principale (voir pagination) ;
- un champ D ou B définissant le contenu du segment (données ou code) ;
- un champ AVL utilisable par le programmeur ;

### Utilisation
Lorsqu'un sélecteur est chargé dans un registre de segment (CS, DS, SS, etc.), le descripteur associé est chargé dans un registre associé au registre de segment (s'il n'y est pas déjà présent). Ainsi l'unité de segmentation chargée de traduire les adresses logiques en adresses linéaires n'a pas besoin de se référer à chaque fois à une table de descripteurs située dans la mémoire principale.

### Exemples
Outre les segments qu'un programmeur peut insérer grâce à une table locale de descripteurs, il existe de nombreux segments généraux dont presque tous sont référencés dans la table globale de descripteurs.
- Descripteur de segment d'état de tâche
- Descripteur de segment de données
- Descripteur de segment de code